# مایک کانوی (راننده مسابقه)
مایکل رابرت کانوی (زاده ۱۹ اوت ۱۹۸۳) یک راننده مسابقه‌ای حرفه‌ای بریتانیایی است. او در سونوکس، کنت زندگی می کند و در حال حاضر در مسابقات جهانی استقامتی با تویوتا گازو ریسینگ شرکت می کند.

## اوایل حرفه
مایک کانوی در بروملی لندن به دنیا آمد، و از سال ۱۹۸۶ تا ۱۹۹۶ در مدرسه آمادگی سونوکس شرکت کرد.

### کارتینگ تا فرمول ۳
کانوی مسابقه دادن را مثل دیگر رانندگان در کارتینگ و در سن هشت سالگی در رای هاوس در هرتفوردشایر آغاز کرد. او در مسابقات قهرمانی کارتینگ فرمول بریتانیا قهرمان شد، سپس با تیم ون دیمن به مسابقات فرمول فورد پیوست و در آنجا مسابقه داد. او در سال ۲۰۰۴ قهرمان فرمول رنو انگلستان شد و سپس در سال ۲۰۰۵ با همان تیم فورتک موتوراسپورت  که با آن در فرمول رنو انگلستان شرکت کرده بود، وارد سری مسابقات بین‌المللی فرمول ۳ بریتانیا شد.
در مسابقات فرمول ۳ بریتانیا، او بالاترین رتبه را بین تازه‌کاران را داشت و پس از آلوارو پارنته و چارلی کیمبال در رده سوم کلی قرار گرفت. در گرندپری ماکائو، کانوی قبل از یک گرندپری مشکل‌ساز که باعث کنار رفتن او از مسابقه به دلیل نقص موتور شد، در ر دو تعیین خط اولیه و تعیین خط مسابقه در پیست دا گویدا چهارم شد، او مسابقه را در رده چهاردهم به اتمام رساند. 

### مسابقات جی‌پی۲

#### ۲۰۰۶

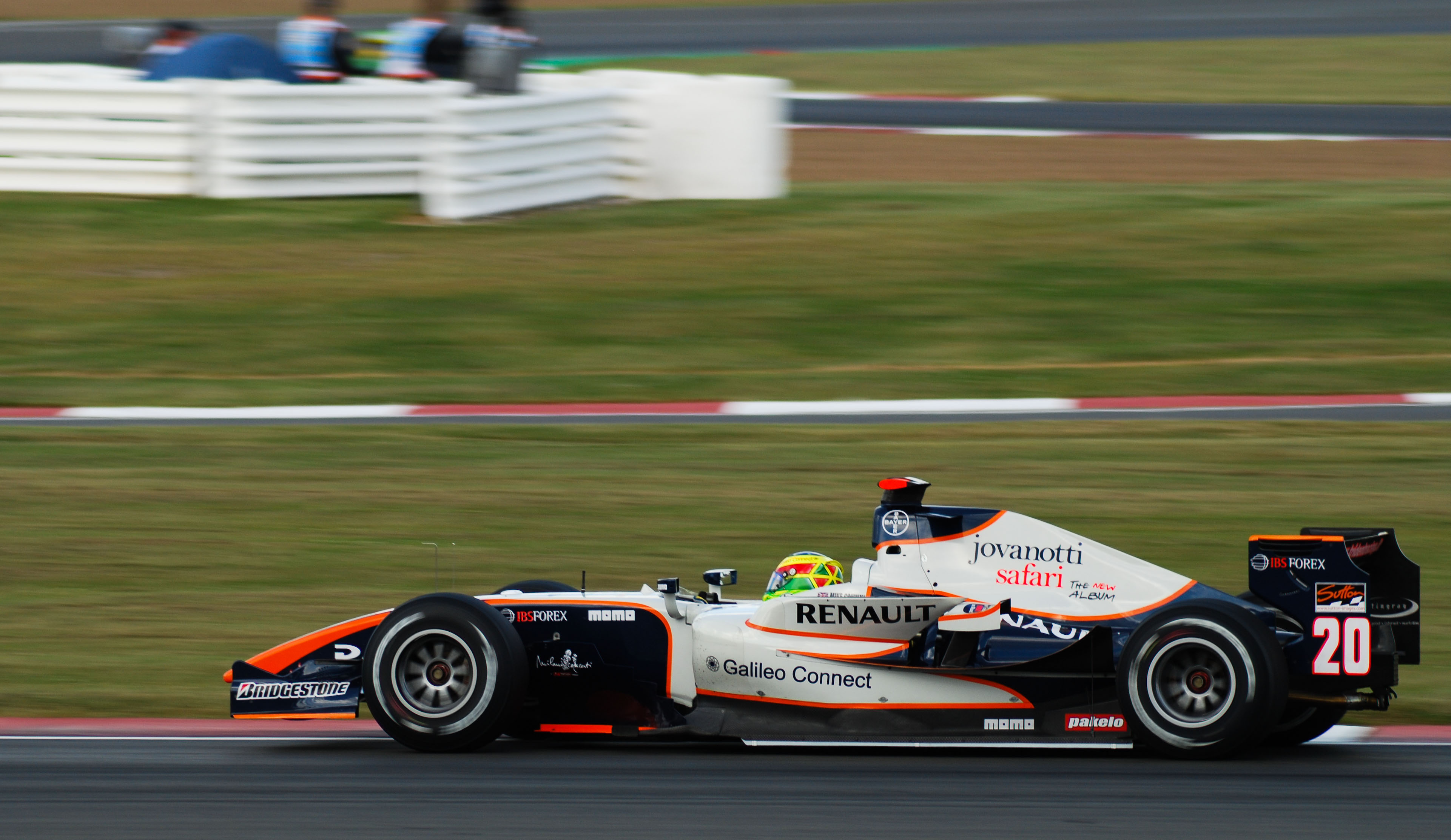
رانندگی کانوی برای تیم ترایدنت ریسینگ در مسابقه سیلورستون در فصل ۲۰۰۸ سری جی‌پی۲

کانوی اولین مسابقه جی‌پی۲ خود را در پیست سیلوراستون در ژوئن ۲۰۰۶ انجام داد، زمانی که او به جای اولیویه پلا مصدوم با ماشین دی‌پی‌آر دایرکسیو جایگزین شده بود انجام داد. او با شروع بد در استارت مسابقه، به مقام یازدهم دست یافت. در مسابقه دوم نیز رده ای بهتر از یازدهم کسب نکرد.
کانوی در سال ۲۰۰۶ جایزه راننده مسابقه ملی سال را در جوایز اتومبیلرانی ورزشی از مک لارن دریافت کرد.

#### ۲۰۰۷
او در فصل ۲۰۰۷ برای رانندگی تمام وقت برای تیم سوپر نوا ریسینگ در سری جی‌پی۲ سال ۲۰۰۷ قرارداد امضا کرد و در مسابقه سیلورستون به سکو رسید تا با عملکردی درخشان و به عنوان یک راننده آزمایشی با تیم هوندا ریسینگ فرمول یک قرارداد همکاری امضا کند
او برای سال ۲۰۰۸ در این مسابقات باقی ماند و پس از تست برای چندین تیم دیگر با تیم تریدنت ریسینگ قرارداد امضا کرد و برای این تیم رانندگی کرد،  
در موناکو او اولین برد خود در سری مسابقات جی‌پی۲ (و اولین سکوی فصل ۲۰۰۸) را در  اسپرینت ریس (مسابقه سرعتی) به دست آورد و با کسب رتبه اول در تعیین خط مسابقه، به دلیل برخورد با خاویر ویلا در دور آخر مقام سوم را به دست آورد. 

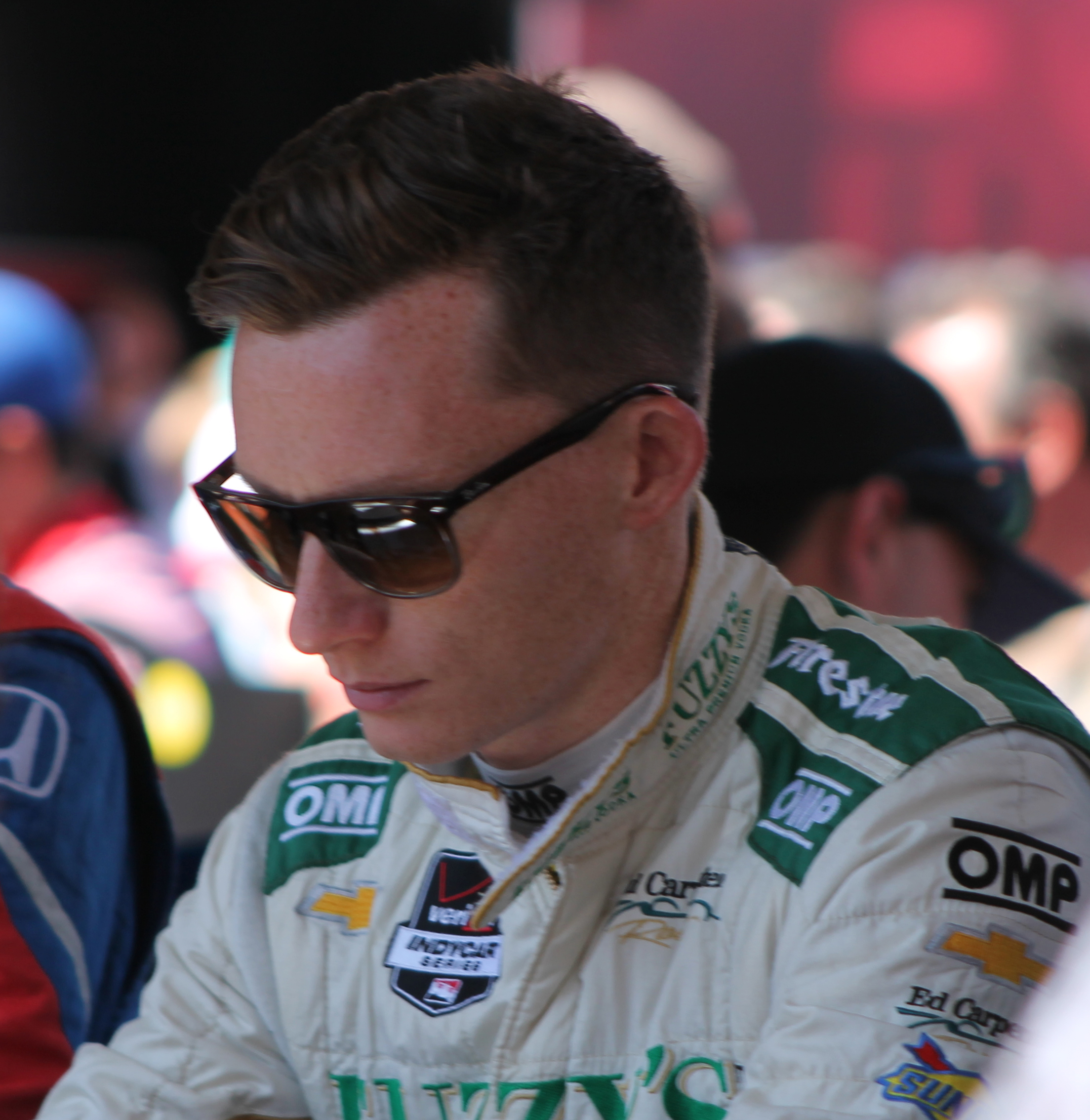
مایک کانوی در مسابقات سال ۲۰۱۴ ایندی‌کار

در طول سال ۲۰۰۸، به کانوی فرصتی داده شد تا یک خودروی سری مسابقات ایندی‌کار را در پیست اینفینون ریس‌وی براند، او با عملکردی خیره کننده چندین نفر از افراد عادی و دیگر رانندگان این مسابقات را با برتری در یک جلسه تمرین شگفت زده کرد. 
کانوی به دلیل این عملکرد خوب با تیم دیر و راینبولد ریسینگ قرارداد امضا کرد تا در سال ۲۰۰۹ به صورت تمام وقت در سری مسابقات ایندی‌کار شرکت کند.

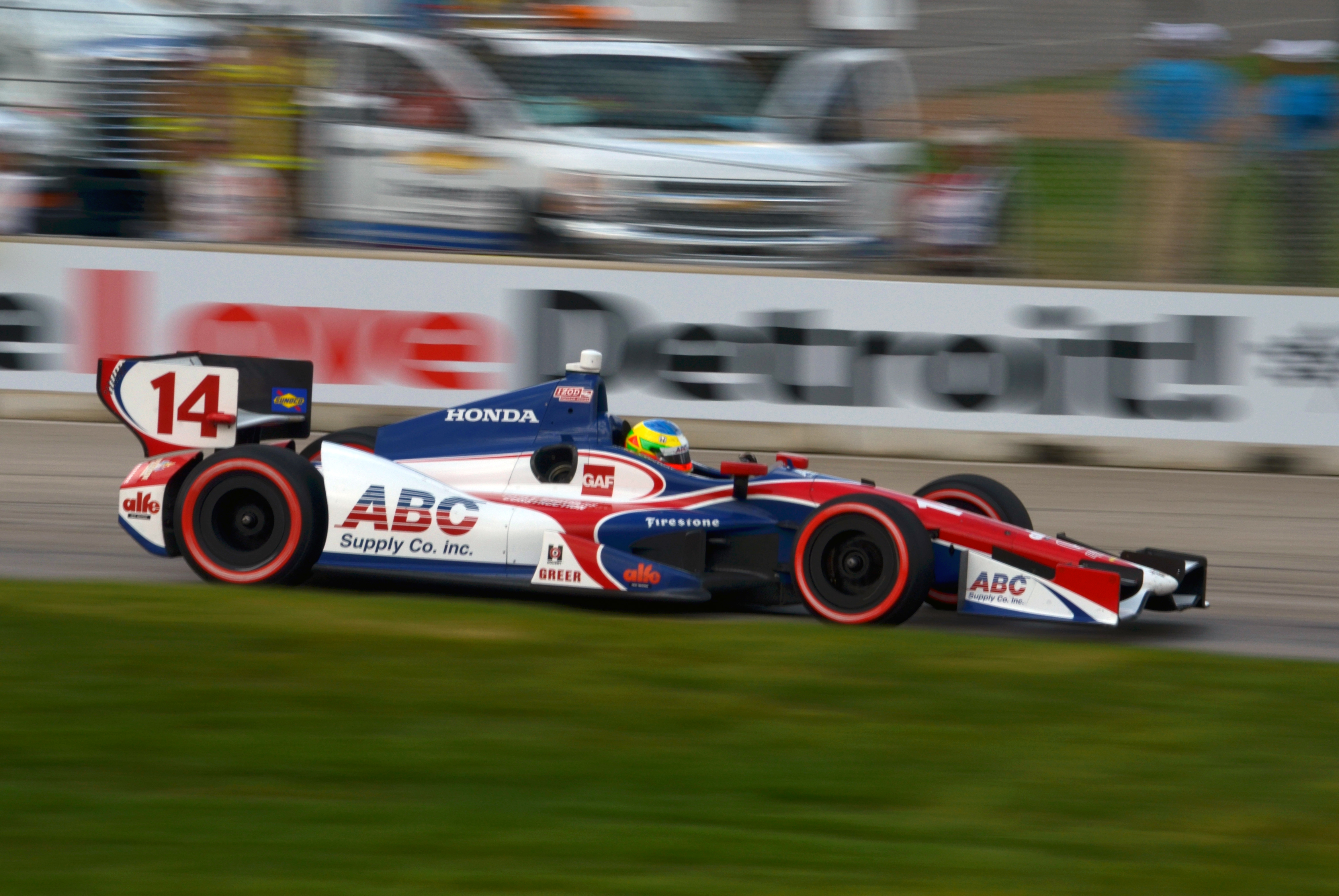
رانندگی کانوی در گرندپری دیترویت فصل ۲۰۱۲

## مسابقات استقامتی و ایمسا

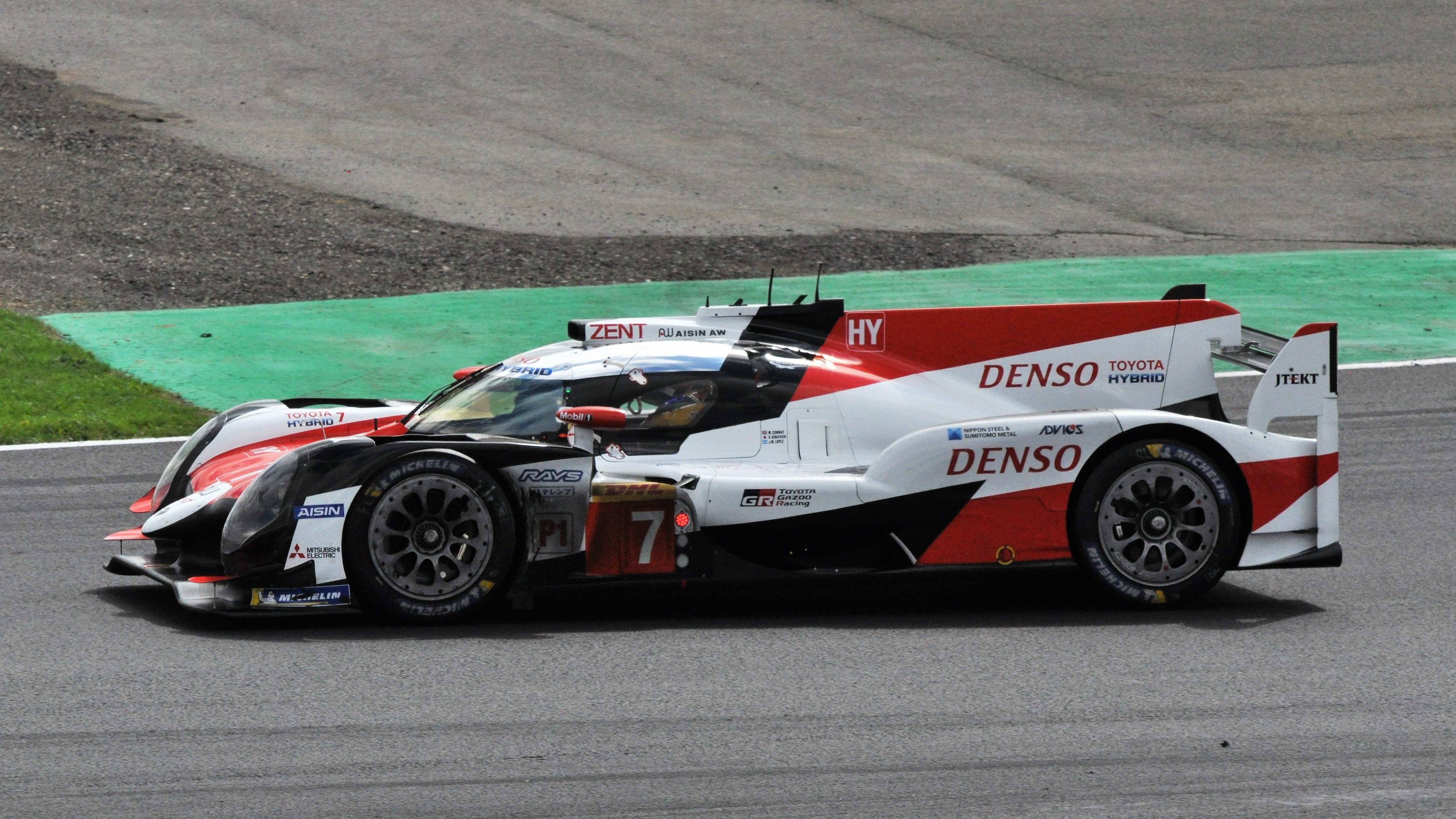
رانندگی کانوی در مسابقه ۶ ساعته سیلورستون ۲۰۱۸

### ۲۰۱۳
در سال ۲۰۱۳، کانوی تصمیم گرفت برای تکمیل حرفه خود در ایندی کار وارد مسابقات اتومبیلرانی اسپورت شود و راننده تمام وقت تیم جی‌-درایو ریسینگ در کلاس ال‌ام‌پی۲ مسابقات جهانی استقامتی جهان شود. 
پس از شروع فصل و با پایان دو مسابقه امتیازی، کانوی و هم تیمی های خود، جان مارتین و رومن روسینوف به دلیل نقص در مخزن سوخت از مقام سومی در لمانز حذف شدند.  آنها پسس از مسابقه ۲۴ ساعته لمانز فرم بهتری پیدا کردند و دو مسابقه بعدی را از جایگاه پول پوزیشن شروع کردند و در مسابقات سائوپائولو و آستین به پیروزی رسیدند.   پس از کسب مقام دوم در مسابقه ۶ ساعته ژاپن، این سه راننده در دو مسابقه آخر پیروز شدند و در رده بندی کلی دسته سوم شدند. 